# 나본군
나본군은 나콘시탐마랏주의 행정 구역이다. 이 지역의 총 인구 수는 2005년 기준으로 26428명이다. 인구 밀도는 137.0km2이다.

## 행정 구역
| 번호 | 지명       | 태국어 지명 | 빌리지 | 인구   |  |
| ---- | ---------- | ----------- | ------ | ------ |  |
| 1.   | Na Bon     | นาบอน       | 14     | 11,795 |  |
| 2.   | Thung Song | ทุ่งสง        | 10     | 7,751  |  |
| 3.   | Kaeo Saen  | แก้วแสน      | 10     | 6,882  |  |

|  | 이 글은 지리에 관한 토막글입니다. 여러분의 지식으로 알차게 문서를 완성해 갑시다. |